# やじうまテレビ!
『やじうまテレビ!』は、テレビ朝日系列で2010年10月4日から2013年9月27日まで放送された、朝の情報ワイド番組である。2011年4月1日までは『やじうまテレビ!〜マルごと生活情報局〜』（やじうまテレビ! マルごとせいかつじょうほうきょく）として放送されていた。ただし、番組表あるいはビデオリサーチの視聴率公表上の番組名は、同年4月4日以降も旧番組名のままであった。通称『やじテレ』。

## 番組概要
長年に渡って放送された『やじうまワイド』→『やじうまプラス』に続く『やじうま』シリーズの後継番組となる。同局の『スーパーJチャンネル』などに出演していた、気象予報士でウェザーニューズ社員の依田司を総合司会に起用する。これまでよりも気象情報に力を入れた番組構成となり、5時・6時・7時の時報とともに最新の天気予報を伝えていた。他にもニュース、芸能、生活情報、そして『おはようテレビ朝日』内のコーナーの『ヤジウマ新聞』時代から続く新聞紙面紹介などのコーナーが織り交ぜられている。また、番組内のナレーションの口調はほぼ「です・ます」口調となっている（他のテレビ朝日の報道、情報番組内のナレーションはほとんど「だ・である」口調となっている）。
一部メディアでは『ヤジウマ新聞』から続く『やじうま』シリーズを終了し、後番組では番組の核である新聞紙面紹介コーナーを廃止・縮小すると報道されていた。その後テレビ朝日がマスメディア向けに行った2010年10月改編説明会では『やじうま』のタイトルを残してのリニューアルを示唆し、同年9月2日には正式に『やじうま』のタイトル、新聞紙面紹介コーナーを残した、本番組を開始することを発表した。
土曜版はそれまでの『やじうまサタデー』から、番組タイトルが新番組と通しとなり、前番組から久保田直子と八木麻紗子、歌原奈緒がスライドし、新たに矢島悠子が加入した。

### ウェザーニューズとの関係
リニューアル前は気象情報に力を入れており、平日版天気中継担当の依田が所属し、テレビ朝日をはじめとしたANN系列局の多くに気象情報を提供しているウェザーニューズが全面的に協力し、天気マークもウェザーニューズのものを使用している。
平日版ではテレビ朝日と一部のネット局では双方向対応となっていて、ウェザーニューズが自社制作番組『SOLiVE24』用に開発した電子投票システム（通称：ソラボタン）を利用して、番組側から出される当日の空模様や体感などの気象に関する質問に対して、番組連動データ放送（テレビ朝日と一部のネット局の地上デジタル放送のみ）や携帯サイト、スマートフォン・タブレット端末用アプリ（Android・iOS）「ソラをライブ」から投票できる空模様実況「みんなでソラをライブ」が実施されている。LAN回線と一部のCATV回線を経由して、地デジ対応テレビやチューナーがインターネットに接続されている場合は、データ放送から直接「みんなでソラをライブ」への投票が可能となっている。
このシステムはANN系列局の朝の情報番組でも使用されており、先行実施している朝日放送（ABC）の『おはよう朝日です』のほか、メ〜テレの『ドデスカ!』、北海道テレビの『イチオシ!モーニング』でもウェザーニューズ協力による同様の投票が行われている。
依田による中継は基本的に関東地方域内から行われ、伝える気象情報も全国の予報の他に関東地方の予報もあり、首都圏の気象情報を重視する内容となっている。

## 歴史

### 2011年のリニューアル
2011年4月4日には番組スタートからわずか半年での大幅なリニューアルを行い、スタジオセットを更新。加藤・大木が降板、総合司会だった依田が天気中継担当となり、同年3月まで『スーパーJチャンネル』を担当していた平石直之・松尾由美子が総合司会、森葉子がサブキャスターとなった。以前の『やじプラ』のように、前半（4:55 - 6:00）、後半（6:00 - 8:00）のように番組構成を分け、前半（4時台・5時台）は緩やかなテンポで、後半（第1部・第2部）は、情報をテンポよく伝える。また、土曜版も新メンバーを加え同様にリニューアル。タイトルは変更しないものの、サブタイトルの『〜マルごと生活情報局〜』を外し、『やじうまテレビ!』として放送している（『やじマル!』の略称は廃止）。5時台に放送されていた『やじマル1分体操』も終了。
2011年10月より、土曜版の時間帯に『城島茂の週末ナビ ココイコ!』がスタートしたため、土曜版は廃止となった（『ココイコ!』は、2012年3月で終了）。

### 2012年のリニューアル
2012年4月2日に、番組をリニューアル。新たなコメンテーターとして、タレントの石田純一、中尾彬、竹山隆範（カンニング竹山）が新たに加入、永島敏行、早坂実を加え、毎日タレントが出演することとなる。また、落語家のヨネスケが一般家庭の朝の食卓をアポ無し訪問するコーナー（日本テレビ系列の番組で放送されていた「突撃!隣の晩ごはん」の類似企画）が木曜に登場（2012年9月をもって終了）。
テーマソングが植村花菜の「きみとぼく」から、歌手クミコが書き下ろした新曲「はじまりの朝」へと変更
。アナウンサーでは森葉子が『ANNニュース』キャスターに異動し、代わりに上宮菜々子が加わった。更に10月1日からテロップを変更した。

### 2013年のリニューアル
2013年3月25日より、スタジオセットをリニューアル。これまでの第5スタジオに組まれていた専用セットから、第4スタジオの『スーパーJチャンネル』と同一のセットで放送することに。番組中の6:00・6:25・7:00には、テレビ朝日のマスコットキャラクター「ゴーちゃん。」が登場し時刻を紹介するようになった（6:25は行われない場合がある）。番組タイトルロゴやテロップについても一新し、『ANNニュース』コーナーのVTRテロップが『スーパーJチャンネル』と同一のフォーマットとなる。3月29日の放送をもって、平石・上宮・吉澤が番組を降板し、4月1日より平石と入れ替わりで『ワイド!スクランブル・第1部』内の「ANNニュース」から異動してきた坪井直樹が総合司会、久冨慶子がサブキャスターとして加わり、各曜日にナビゲーターとしてスポーツ界で活躍した「元気請負人」が登場。吉澤が担当していたニュース解説も日替わりとなり、コメンテーターも大幅に入れ替わった。

### やじうまシリーズの終焉
『やじうまワイド』→『やじうまプラス』→本番組と続いてきた『やじうま』シリーズであったが、テレビ朝日は2013年9月11日、本番組を同月30日から『グッド!モーニング』に改題リニューアルする事を発表した。これには、2011年3月に発生した東日本大震災の被災地取材や事件取材で、いわゆる「野次馬」というワードそのものに対してイメージが著しく悪くなり、スタッフやリポーターが被災者や被害者にインタビューしようと「『やじうまテレビ!』の者ですが…」と言うと、相手から邪魔者扱いされ取材しにくい状況にあったことが関係しているものとされている（そうしたことから、2013年4月からのテーマ曲だったケツメイシの曲『Good morning』にちなんで『グッド!モーニング』に改題することを決めたという）。メインキャスターの坪井・松尾をはじめ多くの出演者は『グッド!モーニング』への改題後も引き続き出演している。これにより、『やじうま』シリーズは1985年9月末の開始から28年の歴史に幕を閉じた（前番組『おはようテレビ朝日』時代にも「やじうま新聞」のコーナーがあったため、実質的には1981年3月末の開始から32年半の歴史に幕を閉じたこととなった）。

## 出演者

### 平日版
総合司会(メインキャスター)
- 坪井直樹(2013年4月1日 - 2013年9月27日)後半総合司会で4・5時台の5:48以前には基本的に出演しない。5:48の「6時台の予告」から登場。ANNニュースも兼任している。
- 松尾由美子(2011年4月4日 - 2013年9月27日)前半総合司会を兼任しており、4・5時台から出演している。

元気請負人
（2013年4月 - 9月）
- 月曜：福田正博（サッカー解説者、2013年4月1日 - 9月23日）
- 火曜：中山雅史（サッカー解説者、2013年4月1日 - 9月24日）
- 水曜：木田優夫（石川ミリオンスターズ投手、2013年4月1日 - 9月25日）
- 木曜：田中雅美（元競泳日本代表、シドニー五輪銅メダリスト、2013年4月1日 - 9月26日）
- 金曜：村主千香（プロフィギュアスケーター、2013年4月1日 - 8月30日[13]）

お天気生中継キャスター（天気予報）
- 依田司(2011年4月4日 - 2013年9月27日[14]ウェザーニューズ気象予報士)

前半MC・やじテレエンタメ・ANNニュース
- 島本真衣(2011年4月4日 - 2013年9月27日[15])

前半MC・朝刊プラスアングル・ネットHOTランキング
- 久冨慶子(2013年4月1日 - 9月27日)

ネットHOTランキング
- 加藤泰平(2013年4月1日 - 9月27日)

朝刊チェック
- 飯村真一(2011年4月4日 - 2013年9月27日[16])

やじテレ スポーツ
- 吉野真治(2012年4月2日 - 2013年9月20日、月曜日担当)
- 角澤照治(2011年7月4日 - 2013年9月27日、2012年4月より火～金担当)

ニュースレポート
- 菅原知弘(2012年4月2日 - 2013年9月27日[17])

コメンテーター
- 月曜：後藤謙次（共同通信客員解説委員、2013年4月 - 9月23日）、永島敏行（俳優、2011年4月4日 - 2013年9月23日）
- 火曜：涌井雅之（造園家、2011年4月5日 - 2013年9月、※隔週）、真壁昭夫（信州大学経済学部教授、2013年4月 - 9月、※隔週）、中尾彬（俳優、2012年4月10日 - 2013年9月24日）
- 水曜：岸博幸（慶應義塾大学大学院教授、2013年4月 - 9月25日[18]）、浜田敬子（週刊AERA副編集長、2011年10月4日 - 2013年9月25日[19]）
- 木曜：橋本大二郎（元NHK記者・高知県知事、2013年4月 - 9月26日）、田中早苗（弁護士、2013年4月4日 - 9月26日）
- 金曜：田崎史郎（時事通信社解説委員、2013年4月 - 9月27日）、石田純一（俳優、2012年4月13日 - 2013年9月27日）

### 過去の出演者

#### 平日版
| 期間 | 期間       | 総合司会（メインキャスター） | 総合司会（メインキャスター） | スポーツキャスター | スポーツキャスター | ニュース解説 | 天気     | ナレーション |
| --- | ---------- | ---------------------------- | ---------------------------- | ------------------ | ------------------ | ------------ | -------- | ------------ |
| 2010.10.4 | 2010.12.31 | 依田司                       | 大木優紀 加藤真輝子          | 川島淳1            | 川島淳1            | （不在）     | 島本真衣 | （不在）     |
| 2011.1.4 | 2011.2.25  | 依田司                       | 大木優紀 加藤真輝子          | 川島淳1            | 川島淳1            | 長田明2      | 島本真衣 | （不在）     |
| 2011.2.28 | 2011.4.1   | 依田司                       | 大木優紀 加藤真輝子          | 川島淳1            | 川島淳1            | （不在）     | 島本真衣 | （不在）     |
| 2011.4.4 | 2011.7.1   | 平石直之                     | 松尾由美子                   | 川島淳1            | 吉野真治           | 吉澤一彦     | 依田司   | 友近3        |
| 2011.7.4 | 2011.9.30  | 平石直之                     | 松尾由美子                   | 角澤照治           | 吉野真治           | 吉澤一彦     | 依田司   | 友近3        |
| 2011.10.3 | 2013.3.29  | 平石直之                     | 松尾由美子                   | 角澤照治           | 吉野真治           | 吉澤一彦     | 依田司   | （不在）     |
| 2013.4.1 | 2013.9.27  | 坪井直樹                     | 松尾由美子                   | 角澤照治           | 吉野真治           | （不在）     | 依田司   | （不在）     |
| - 1 人事異動のため降板。 - 2 テレビ朝日外報部長。土曜版から異動した後、2011年4月以降はコメンテーターに異動。 - 3 こだわり旬感ランキング担当。 |            |                              |                              |                    |                    |              |          |              |

前半MC（やじうま3姉妹）
- 2011年4月4日 - 2012年3月30日 ： 森葉子
- 2012年4月2日 - 2013年3月29日 ： 上宮菜々子

コメンテーター
- 2010年10月 ： 川村昌代（週刊朝日契約） - 番組初期の10月に降板[20]。
- 2010年10月8日 - 2011年3月28日 ： 浪川攻（ジャーナリスト、東洋経済新報社契約） - 金→月曜日担当。
- 2010年10月7日 - 2011年3月30日 ： 野沢和弘（毎日新聞社） - 木→水曜日担当。
- 2010年10月6日 - 2011年3月31日 ： 上田泉貴（共同通信社） - 水→木曜日担当。
- 2010年10月5日 - 2011年4月1日 ： 三反園訓（テレビ朝日コメンテーター） - 火曜日担当→金曜日も兼務。のち土曜版に異動。
- 2011年4月4日 - 2012年3月26日 ： 山崎陽弘（政治部記者） - 月曜日担当。
- 2012年1月9日 - 2012年3月27日 ： 川村晃司（テレビ朝日コメンテーター） - 火曜日担当。
- 2011年4月6日 - 2012年3月28日 ： 杉山貴弘（社会部記者）- 水曜日担当。
- 2011年4月7日 - 2012年3月29日 ： 岡田豊（経済部記者） - 木曜日担当。
- 2011年4月8日 - 2012年3月30日 ： 佐藤雅昭（スポーツニッポン編集委員） - 金曜日担当。※隔週
- 2011年4月15日 - 2012年3月23日 ： 川田一美津（スポーツニッポン編集委員）- 金曜日担当。※隔週
- 2011年10月3日 - 2013年3月25日 ： 残間里江子（フリープロデューサー）月曜日担当。
- 2012年4月2日 - 2013年3月25日 ： 阿達雅志（弁護士）月曜日担当。
- 2011年4月6日 - 2013年3月27日 ：早坂実（元国土交通省官僚・俳優）水曜日担当。
- 2011年4月6日 - 2013年1月30日 ：長田明（テレビ朝日外報部長 火・金→水担当）
- 2011年10月5日 - 2013年3月27日 ：萩谷麻衣子（弁護士）水曜日担当。
- 2011年4月7日 - 2013年3月28日 ：竹田圭吾（ジャーナリスト 元ニューズウィーク日本版編集長）木曜日担当。
- 2011年10月6日 - 2013年3月28日 ：常喜眞理（医師）木曜日担当。
- 2012年4月5日 - 2013年3月28日 ：竹山隆範（タレント）木曜日担当。
- 2011年10月7日 - 2013年3月29日 ：長友佐波子（朝日新聞文化くらし報道部次長）金曜日担当。
- 2012年4月6日 - 2013年3月29日 ：五十嵐浩司（大妻女子大学教授、元朝日新聞編集委員）金曜日担当。

リポーター
- 2012年4月5日 - 2012年9月27日 ： ヨネスケ（木曜リポーター 「ヨネスケのいただき朝ごはん」担当）

#### 土曜版
| 期間                                                         | 期間       | 総合司会（メインキャスター） | 総合司会（メインキャスター） | 総合司会（メインキャスター） | ニュース担当    | ニュース解説 | 天気     | コメンテーター       |
| ------------------------------------------------------------ | ---------- | ---------------------------- | ---------------------------- | ---------------------------- | --------------- | ------------ | -------- | -------------------- |
| 2010.10.9                                                    | 2010.12.25 | 久保田直子                   | 八木麻紗子                   | 矢島悠子                     | 古澤琢 勝田和宏 | 長田明1      | 歌原奈緒 | 三反園訓 牛窪恵 ほか |
| 2011.1.8                                                     | 2011.4.2   | 久保田直子                   | 八木麻紗子                   | 矢島悠子                     | 古澤琢 勝田和宏 | （不在）     | 歌原奈緒 | 三反園訓 牛窪恵 ほか |
| 2011.4.9                                                     | 2011.9.24  | 上宮菜々子                   | 野村真季                     | 矢島悠子                     | 古澤琢 勝田和宏 | （不在）     | 歌原奈緒 | 三反園訓 牛窪恵 ほか |
| - 1 テレビ朝日外報部長。土曜版降板後、平日版に異動となった。 |            |                              |                              |                              |                 |              |          |                      |

## 番組最終回時点の主なコーナー
やじテレニュース
5:00・5:25・6:00・7:00の4回放送。5:25の回はやじテレニュース＆スポーツ、6:00は6時台トップニュース扱い。
朝刊チェック
5:10・6:30頃の2回放送。5時台は久富と島本（エンタメ記事のみ）6時台は飯村担当。以前は7時台にもコーナーがあった。5時台はエンタメ記事も紹介。
はつらつ印
毎週月曜日に放送していた。人生の先輩たちの生き方から、豊かに暮らすためのヒントを学ぶコーナー。
サキドリ玉手箱
最新のトレンド紹介コーナー
依田司の天気予報
気象予報士 依田司による最新の天気予報。関東地区や全国各地からの中継。5:32・6:21・6:53・7:15・7:40の計5回放送。 4:55・5:59は島本が担当。6:21頃からの天気予報ではソラをライブも内装。
やじテレエンタメ
エンタメ担当島本による最新エンターテイメント情報コーナー。5時台は5:37、6時台は6:26頃、7時台は7:42頃からの放送。 5時台と6時台は新聞記事紹介とVTRを交えて放送。7時台はVTRと曜日別コーナーを交えて放送した。 月曜日は直撃Maiスター 火曜日、動画トピックス 水曜日 不明 木曜 CMバイキング 金曜 ファッション・アラ・モードとして放送した。
そっと後押し きょうの説法
様々な著名な僧侶が毎週一人出演し、今日の一言（説法）を語るコーナー。2011年4月よりスタート。
美輪明宏 貴方への道案内
美輪明宏がVTR出演し、（人生における）今日の一言を語る。同じく2011年4月スタート。
ほぉっとニュース
かわいい動物や行楽地の情報などを放送した。
12星座占いダービー
ANNニュース
坪井・島本によるANN全国ネットニュース。
ワールドリポート★なう
ニューヨーク支局など海外支局の中継がこの時間に行われ、マーケット情報も伝える。
やじテレスポーツ
「元気請負人」、吉野(月曜)・角澤(火曜 - 金曜)によるスポーツニュースコーナー。 6:10頃・7:20頃に放送した。
ネットHOTランキング
加藤と久冨が、前日のtwitterリアルタイム検索で話題になったキーワードをピックアップして紹介していくコーナー。
達人解説キニナル!
曜日別コメンテーターが、気になるニュースを詳しく解説する。
朝刊プラスアングル
飯村・久冨による朝刊注目記事を紹介するコーナー。その記事から"プラスアングル"として違う視点からプレゼンする。
また、朝日新聞の当日の夜に放送される番組を紹介する『今夜のテレビ欄チェック』も一緒に放送される。

## ネット局
- 2013年8月1日現在
- ANN各局によって放送時間が大きく異なる。
- ○印…同時フルネット
- △印…同時ネット（5:25飛び乗り）
- ▲印…部分ネット（5:50飛び乗り。実質的には『ANNニュース』のみのネット）

ただし、5時台について、5:59 - 6:00の天気のネット状況（および一部系列局の自社制作番組への差し替え状況）は当該欄および備考欄も合わせて参照。
- 5:59 - 6:00の天気について
- ○印…テレビ朝日と同時ネット
- (○)印…テレビ朝日と遅れネット
- ×印…ローカル天気（または自社制作番組）もしくはステブレに差し替え。
- 太字はかつて放送されていた土曜版のネット局。地上波放送局における放送時間はテレビ朝日と同一。
- テレビ朝日他一部地域において、『やじうま星占いデータ放送』を放送している。

| 放送対象地域   | 放送局            | 4時台 4:55-5:00 | 5時台 5:00-6:00 | 第1部 6:00-6:25 | 第2部 6:25-8:00 | 5:59-6:00の 天気 | 備考 |
| -------------- | ----------------- | --------------- | --------------- | --------------- | --------------- | ---------------- | --- |
| 関東広域圏     | テレビ朝日        | ○               | ○               | ○               | ○               | ○                | 制作局 双方向対応連動データ放送を実施。 |
| 北海道         | 北海道テレビ      | ×               | △               | ○               | ×               | ○                | 放送開始から2011年3月4日までは6:25開始。 6:25 - 8:00に『イチオシ!モーニング』を放送。 |
| 青森県         | 青森朝日放送      | ×               | △               | ○               | ○               | ○                | 2013年3月29日までは5:59開始だった。 |
| 岩手県         | 岩手朝日テレビ    | ×               | ▲               | ○               | ○               | ○                | 2011年4月1日から同年4月29日までは5:25開始。 |
| 宮城県         | 東日本放送        | ×               | ▲               | ○               | ○               | ×                | 『ANNニュース』は当番組内包扱いではなく、単独番組扱いで放送。 |
| 秋田県         | 秋田朝日放送      | ×               | △               | ○               | ○               | ○                | |
| 山形県         | 山形テレビ        | ×               | ▲               | ○               | ○               | ×                | 『ANNニュース』は当番組内包扱いではなく、単独番組扱いで放送。 双方向対応連動データ放送を実施。 |
| 福島県         | 福島放送          | ×               | △               | ○               | ○               | ○                | 2013年7月31日までは5:59開始だった。 双方向対応連動データ放送を実施。 |
| 新潟県         | 新潟テレビ21      | ×               | △               | ○               | ○               | ○                | 双方向対応連動データ放送を実施。 |
| 長野県         | 長野朝日放送      | ×               | △               | ○               | ○               | ○                | 放送開始から2010年12月までは6:00開始。 |
| 静岡県         | 静岡朝日テレビ    | ×               | △               | ○               | ○               | ×                | |
| 石川県         | 北陸朝日放送      | ×               | △               | ○               | ○               | ○                | 2013年3月29日までは5:59開始。 2011年12月より双方向対応連動データ放送を実施。 |
| 中京広域圏     | メ〜テレ          | ○               | ○               | ×               | ×               | ×                | 6:00 - 8:00に『ドデスカ!』を放送。 |
| 近畿広域圏     | 朝日放送          | ×               | ▲               | ×               | ×               | ×                | 現・朝日放送テレビ 5:00 - 5:50・5:59 - 6:45に『おはようコールABC』を、 6:45 - 8:00に『おはよう朝日です』をそれぞれ放送。 『ANNニュース』は当番組内包ではなく、単独番組扱いで放送。                                   |
| 広島県         | 広島ホームテレビ  | ×               | △               | ○               | ○               | ○                | 双方向対応連動データ放送を実施。 |
| 山口県         | 山口朝日放送      | ○               | ○               | ○               | ○               | ×                | 局のメンテナンスの都合により、ごくまれに、5:25開始の場合がある。 |
| 香川県・岡山県 | 瀬戸内海放送      | ×               | △               | ○               | ○               | ×                | 双方向対応連動データ放送を実施。 |
| 愛媛県         | 愛媛朝日テレビ    | ×               | △               | ○               | ○               | ○                | 2013年3月29日までは5:59開始。 |
| 福岡県         | 九州朝日放送      | ×               | △               | ○               | ×               | ×                | 6:25 - 8:00に『アサデス。KBC』を放送。 |
| 長崎県         | 長崎文化放送      | ×               | △               | ○               | ○               | ×                | 双方向対応連動データ放送を実施。 放送開始から2013年6月までは6:00開始だった。 |
| 熊本県         | 熊本朝日放送      | ×               | △               | ○               | ○               | ×                | 双方向対応連動データ放送を実施。 放送開始から2012年3月までは6:00開始だった。 |
| 大分県         | 大分朝日放送      | ×               | △               | ○               | ○               | ×                | 双方向対応連動データ放送を実施。 放送開始から2012年3月までは月 - 木は6:00開始だった。 |
| 鹿児島県       | 鹿児島放送        | ×               | △               | ○               | ○               | ○                | 2013年3月29日までは5:59開始。 双方向対応連動データ放送を実施。 |
| 沖縄県         | 琉球朝日放送      | ×               | △               | ○               | ○               | ○                | 2011年9月までは5:50（朝のANNニュースから）飛び乗り。 |
| 日本全国       | テレ朝チャンネル2 | 8:45 - 10:55    | 8:45 - 10:55    | 8:45 - 10:55    | 8:45 - 10:55    | (○)              | 時差ネット放送。 「やじテレエンタメ」など一部の放送内容（主に芸能関連の話題）をカットしたものを放送。 CMも30秒間に抑えられ、テレ朝チャンネル1・2およびテレビ朝日系列（地上波）の、番組案内スポットに差し替えている。 |

## テーマ曲
番組テーマソング
- 2010年10月4日 - 2011年4月2日 つるの剛士「はやぶさ」（2010年10月20日発売『つるばむ』に収録）
- 2011年4月4日 - 2012年3月30日 植村花菜「きみとぼく」（2012年1月25日発売『手と手』に収録）
  - 後にANNニュースのEDでインストゥルメンタル版を使用していた。
- 2012年4月2日 - 2013年3月29日 クミコ「はじまりの朝」（2012年4月4日発売『きっとツナガル & はじまりの朝』に収録）
  - 2013年3月4日から2013年3月29日までは4:55のOP・エンディングのみでの使用に変更。6:00のオープニングのみ、ヘッドライン省略等で別の曲（インストゥルメンタル）に変更されていた。
- 2013年4月1日 - 2013年9月27日 ケツメイシ「Good morning」（2013年5月22日発売『月と太陽』に収録）
  - 「依田司の天気予報」・『ANNニュース』ではインストゥルメンタル版を使用したが、『ANNニュース』のラスト5秒（5:58.55 - 5:59）のジングルではオリジナル版のワンフレーズをそのまま使用していた[39][40]。『グッド!モーニング』への改題後も2018年3月30日まで継続して使用された。

占いテーマソング
- 2010年10月4日 - 2011年4月2日 The Corrs「Breathless」
- 2011年4月4日 - 2011年4月22日 Belinda Carlisle「Heaven is a place on earth」（順位を発表時）
- 2011年4月25日 - 2013年9月27日 The Nolans「I'm in the Mood for Dancing」（順位発表時）
  - 2011年4月4日 - 2013年9月27日 a-ha「Take On Me」（4頭の馬が競走する間のみ）

「依田司の天気予報」テーマソング
- 2010年10月4日 - 2011年4月2日 つるの剛士「はやぶさ」（毎正時の天気予報では中村幸代の「morning glory」が使用された。）
- 2011年4月4日 - 2011年9月30日 DEPAPEPE「Start」
- 2011年10月3日 - 2013年3月29日 DEPAPEPE
- 2013年4月1日 - 2013年9月27日 ケツメイシ「Good morning」（インスト版を使用。）

2013年4月からは、5:59・7:16頃の天気予報は、The beatles「Here comes the sun」が使用されている。
2013年3月22日までは、やじうまエンタメ!のコーナーOPに『ひだまりスケッチ×365』のOP曲「?でわっしょい」のイントロを、またコーナー前CMのアイキャッチに橋本みゆきのPrincess Primp!のイントロとアウトロを繋げたものを使用していた。
かつての『ANNニュース』オープニングで「NSF-256-26」が使用された。(ナッシュ演奏http://www.nash.jp/fum/)

『ほぉっとニュース』で柏木広樹の「サーカス」が2013年3月まで使用された。

5時台のCM前ジングルで「NSC-SC-2102」が2013年3月まで使用された。
2013年4月から7時台のやじテレエンタメの「ファッションア・ラ・モード」のテーマソングは、ダニエル・ビダルの「オー・シャンゼリゼ」が使用されている。

## 主要局の対応
- 北海道テレビ、メ〜テレ、朝日放送、九州朝日放送が製作しているローカル番組について、2011年4月改編による放送時間の変更は行っていない。メ〜テレについては『どですか![41]』内の「やじうま」のネットについてを参照。

### 朝日放送
- 近畿広域圏の朝日放送は、現在のところANNでは唯一この番組の本編（『ANNニュース』以外の部分）を大晦日放送の号外版も含めて一切放送していない。テレビ朝日制作の朝の情報番組は『おはようテレビ朝日』の時代から一貫してネットしていない。『やじうまワイド』、『やじうまプラス』と同様に、関西地区で起こったニュースを扱う場合は朝日放送がこの番組へ映像を提供し、お天気カメラや中継には裏送りで参加する。ただし、『おはよう朝日です』でもウェザーニュースとの連携を行っており、同じフォーマットが使われる。
- 『おはようコールABC』・『おはよう朝日です』の全国ニュースの映像は原則として『報道ステーション』（月曜の場合は金曜日の同番組か土曜、日曜日のANNニュース）（場合によっては5:50のANNニュースの映像も使われる）、「Sports&Sports」の一般スポーツの話題は「やじうまスポーツ!」の映像を使用する[42]。重大ニュース（近畿広域圏で発生した場合も含む）が発生した場合でもよほどのことがない限り番組休止にならない。
- 2011年4月から関西地区では「ANNニュース」内で『やじうまテレビ!』のCM前ジングル(6:25頃の依田さんの天気の時などの曲)を5:58:55から5秒間聞くことができる。

## 放送休止・変更
- 全米オープン・全米女子オープンゴルフ等のスポーツ中継がある場合には放送休止もしくは短縮としていた。
- 2011年3月12日 - 前日11日に発生した東日本大震災関連のANN報道特別番組を放送したため休止。当番組相当の時間帯の特番は土曜版担当の矢島・古澤で進行。
- 2011年3月14日・15日 - 『報道特別番組 東北地方太平洋沖地震』に改題の上、東日本大震災関連の情報に特化した内容で放送（テロップ類も基本的に『ANNニュース』仕様のものを使用）。報道フロアから吉澤・飯村・大木の司会で放送され、途中5:50 - 5:59に『ANNニュース』が挟まれた。このため、朝日放送以外のANN系列フルネット全局では臨時フルネット（15日は一部5:25・5:50飛び乗りの局があった）となった。ただし、朝日放送では枠としては通常通り非ネットであったが、「おはようコールABC」・「おはよう朝日です」を番組内容を大幅に変更して放送し、中継部分や『ANNニュース』のみ同時ネットした。なおCMは再開された。

## 年末年始
2010年度
2010年の放送は、前々番組の『やじうまワイド』、前番組の『やじうまプラス』『やじうまサタデー』と同じく、12月30日まで放送し、大晦日である31日は『やじうまテレビ!〜マルごと生活情報局〜 大晦日スペシャル』を放送した。
- なお、放送時間は30日については5:50からの放送となった。また、31日は6:55 - 9:30の放送となって、これまでより短縮された（『ANNニュース』に関しては5:50 - 6:00の単独枠にて編成）。
- また、今回は8:55に飛び降りポイントが設けられて、東日本放送・山形テレビ・福島放送・広島ホームテレビ・瀬戸内海放送・愛媛朝日テレビ・熊本朝日放送・大分朝日放送は、8:55終了。メ〜テレ・朝日放送・鹿児島放送では放送がされなかった。

2011年は1月4日から放送。なお、2011年の元旦は、旧『朝いち!!やじうま』をベースとした新春特番『感動新年ニッポン百景 2011』が1月1日5:55 - 7:55の枠で放送された。
2011年度
2011年も2010年と同様に、12月30日については、5:50のANNニュースからの放送となった。しかし大晦日の31日については『やじうまテレビ!』の放送は行わず、特別番組『大晦日☆売れた!買った!2011ヒット商品BEST3ランキング』が放送された。なお、この『大晦日☆…』のについては、岩手朝日テレビ・秋田朝日放送・福島放送・テレビ朝日・瀬戸内海放送・広島ホームテレビ・大分朝日放送のみの放送で、それ以外の放送局では放送はされなかった。
2012年元旦は、『城島茂の週末ナビ ココイコ!』をベースとした『ココイコ!プレゼンツ 新春初日の出スペシャル』が放送された。
2012年度
2012年の通常放送は12月28日まで行われ、大晦日は2年ぶりに大晦日の年末スペシャルが6:00～8:00に放送された。
2013年元旦は、『ナニコレ珍百景』元日スペシャルが放送された（テレビ朝日系の元旦生特番は一旦終止符となり2017年以降からは『羽鳥慎一モーニングショー元旦スペシャル』を毎年放送）。